# بوتیریک انیدرید
بوتیریک انیدرید (به انگلیسی: Butyric anhydride) با فرمول شیمیایی C۸H۱۴O۳ یک ترکیب شیمیایی با شناسه پاب‌کم ۷۷۹۸ است. که جرم مولی آن ۱۵۸٫۱۹ g/mol می‌باشد. شکل ظاهری این ترکیب، مایع شفاف است.